# Campeonato de Futsal de la OFC 1996
El Campeonato de Futsal de la OFC 1996 se llevó a cabo en Port Vila, Vanuatu del 3 al 8 de agosto y contó con la participación de 4 selecciones mayores de Oceanía, una más que en la edición anterior.
El campeón de la edición anterior, Australia retuvo el título tras ser quien hizo más puntos durante el torneo.

## Resultados
| País      | J | G | E | P | GF | GC | GD  | PTS |
| --------- | - | - | - | - | -- | -- | --- | --- |
| Australia | 6 | 6 | 0 | 0 | 69 | 8  | +61 | 18  |
| Vanuatu   | 6 | 3 | 1 | 2 | 26 | 21 | +5  | 10  |
| Fiyi      | 6 | 2 | 1 | 3 | 26 | 31 | -5  | 7   |
| Samoa     | 6 | 0 | 0 | 6 | 17 | 78 | -61 | 0   |

| Equipo 1  | Resultado | Equipo 2  |
| --------- | --------- | --------- |
| Fiyi      | 0-5       | Australia |
| Vanuatu   | 10-2      | Samoa     |
| Fiyi      | 1-2       | Vanuatu   |
| Samoa     | 1-23      | Australia |
| Australia | 4-1       | Vanuatu   |
| Samoa     | 2-11      | Fiyi      |
| Australia | 11-1      | Fiyi      |
| Samoa     | 4-5       | Vanuatu   |
| Australia | 21-2      | Samoa     |
| Vanuatu   | 5-5       | Fiyi      |
| Fiyi      | 8-6       | Samoa     |
| Vanuatu   | 3-5       | Australia |

## Campeón
| Campeonato de Futsal de la OFC 1996 |
| ----------------------------------- |
| Bandera de Australia                |
| Australia 2º Título                 |

## Clasificado al Mundial
- Australia